# Beit Ijza
Beit Ijza (àrab: بيت إجزا, Bayt Ijzā) és una vila palestina de la governació de Jerusalem, a Cisjordània, situada 6 kilòmetres al nord de Jerusalem amb una àrea de 2.526 dúnams. Segons l'Oficina Central Palestina d'Estadístiques tenia 816 habitants el 2016. limita amb Al Jib a l'est i nord, Beit Duqqu a l'oest i Biddu al sud.

## Història
Beit Ijza va ser incorporada a l'Imperi Otomà en 1517 amb tota Palestina i, el 1596, va aparèixer als registres d'impostos dina la nàhiya d'al-Quds al liwà homònim amb el nom de Bayt Iza. Tenia una població de 6 llars que eren totes musulmanes. Van pagar una taxa impositiva ziamet fixa del 33,3% en productes agrícoles, inclosos blat, ordi, cultius d'estiu, oliveres, vinyes, fruiters, cabres i ruscs, a més d'ingressos ocasionals; un total de 2.500 akçe.
En 1883 el Survey of Western Palestine (SWP) del Fons per a l'Exploració de Palestina va descriure Beit Izza com «un poble de mida moderada en un turó amb una font a certa distància a l'oest.»
En el cens de Palestina de 1922, dut a terme per les autoritats del Mandat Britànic, Bait Izza tenia 59 musulmans, que va baixar lleugerament en el cens de 1931 a 54 musulmans en 14 cases.
En el cens de 1945 Beit Ijza tenia 70 musulmans, amb un total de 2,550 dúnams de terra, segons un cens oficial de terra i població. D'aquests, els àrabs usaven 122 dúnams per a plantacions i regadius, 922 per a cereals, mentre 8 dúnams eren sòl edificat.
Després de la Guerra araboisraeliana de 1948 i els acords d'armistici de 1949, Beit Ijza va quedar sota un règim d'ocupació jordana. Des de la Guerra dels Sis Dies en 1967, Beit Ijza ha romàs sota ocupació israeliana. Els israelians van confiscar terres a Beit Ijza pels seus assentaments israelians de Giv'at Ze'ev i Giv'on Ha'hadasha. A més, el Mur de Cisjordània s'estén per terra de Beit Ijza, deixant 980 dúnams (el 38,1% de la terra de la vila), darrere del mur, al costat israelià. Els propietaris palestins de la terra han de confiar en el permís israelià per accedir a la seva terra. El permís només es concedeix només al propietari, sovint gent gran, deixant-los incapaços de contractar ajuda per treballar la terra.